# La Tribune
La Tribune is een Franse krant die zich richt op economie en het bedrijfsleven.
In 2011 dreigde een faillissement. Tot 2012 werd de krant dagelijks gepubliceerd en was een concurrent van Les Échos. Sindsdien wordt La Tribune wekelijks op donderdag gepubliceerd. De krant heeft tevens een online versie die deels gratis toegankelijk is.
De krant maakt deel uit van La Tribune Nouvelle en wordt gedrukt in Toulouse.